# Volkswagenstiftung

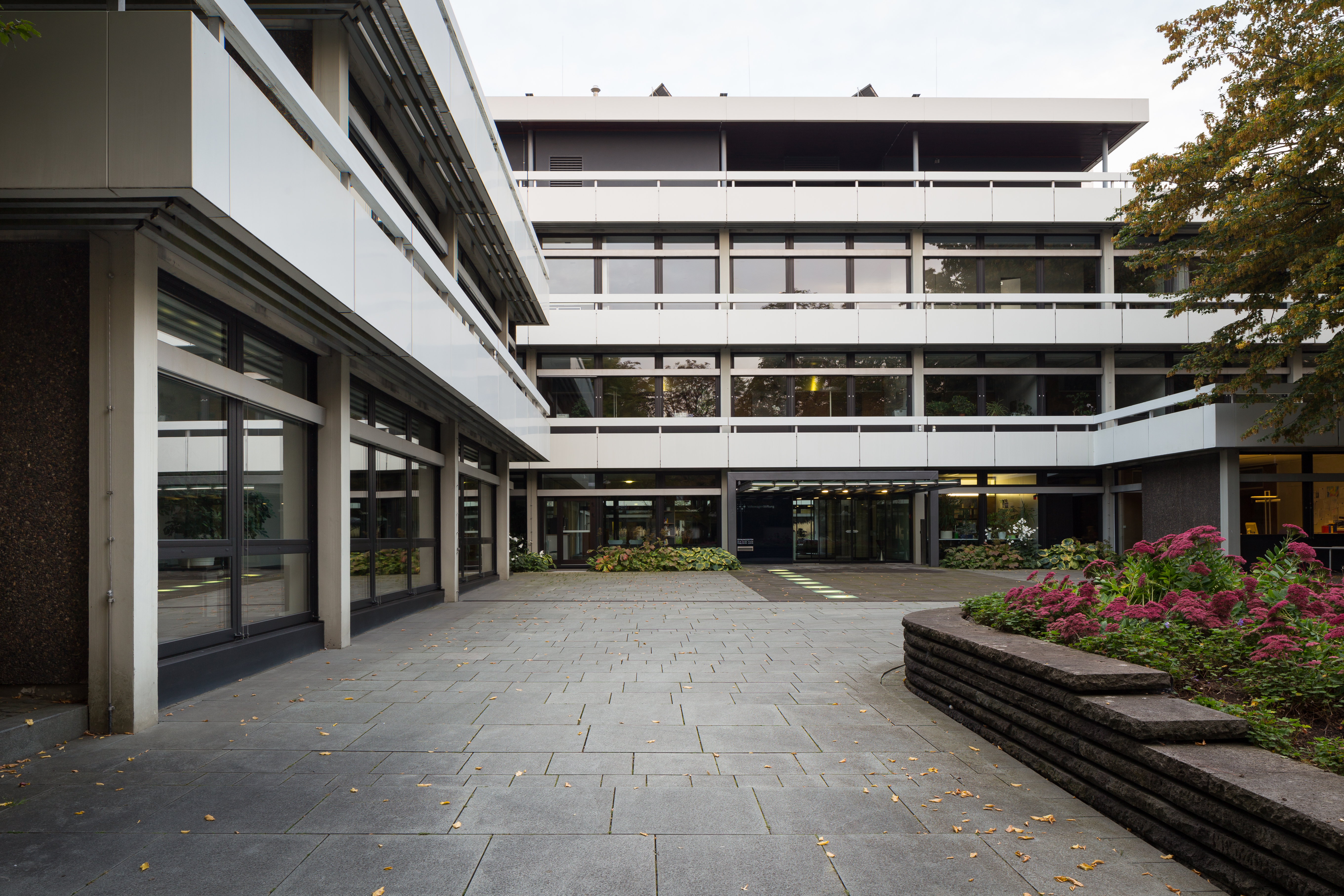
Bürogebäude in Hannover-Döhren mit dem zur Kastanienallee weisenden Eingang

Die Volkswagenstiftung (Eigenschreibweise VolkswagenStiftung) ist eine gemeinnützige Stiftung privaten Rechts mit Sitz in Hannover. Sie fördert Wissenschaft und Technik in Forschung und Lehre, die Geistes- und Gesellschaftswissenschaften ebenso wie die Natur- und Ingenieurwissenschaften und die Medizin. Die Stiftung ermöglicht Forschungsvorhaben in zukunftsträchtigen Gebieten und hilft wissenschaftlichen Institutionen bei der Verbesserung der strukturellen Voraussetzungen für ihre Arbeit. Besondere Aufmerksamkeit widmet sie dem wissenschaftlichen Nachwuchs sowie der Zusammenarbeit von Forschern über disziplinäre und staatliche Grenzen hinweg.
Sitz der Stiftung ist ein Gebäude in der Kastanienallee 35 in Hannover-Döhren, das zwischen 1967 und 1969 nach Plänen des Architekten Dieter Oesterlen errichtet wurde.

## Geschichte
Die Stiftung verdankt ihre Entstehung einem Vertrag, mit dem die Bundesrepublik Deutschland und das Land Niedersachsen die nach dem Zweiten Weltkrieg unklaren Eigentumsverhältnisse am Volkswagenwerk regelten und gleichzeitig die Errichtung einer (wie sie damals hieß) „Stiftung Volkswagenwerk“ beschlossen. Die damalige Volkswagenwerk GmbH wurde in eine Aktiengesellschaft umgewandelt, das Aktienkapital zu 60 % in private Hände gegeben. Bund und Land blieben mit je 20 % am damaligen Grundkapital der neuen Aktiengesellschaft beteiligt. Mit dem Erlös aus den veräußerten Aktien von rund 1 Milliarde DM und dem Anspruch auf den Gegenwert der jährlichen Gewinne aus den Bund und Land verbliebenen Aktien als Vermögensausstattung wurde am 19. Mai 1961 die Stiftung gegründet. Die konstituierende Kuratoriumssitzung fand am 27. Februar 1962 in Hannover statt. Der Bund hat seine Beteiligung an der heutigen Volkswagen AG inzwischen veräußert; der Erlös steht der Stiftung zu. Hauptzweck der Stiftung war und ist die Förderung der Wissenschaft in Forschung und Lehre.

## Stiftungsvermögen
Die Stiftung verfügte Anfang 2025 über ein Kapital von rund 4,1 Milliarden Euro. Die Stiftung ist wirtschaftlich autark und in ihren Entscheidungen autonom. Seit 1962 hat sie mit rund 5,5 Milliarden Euro über 33.000 Projekte unterstützt, im Jahr 2017 stellte sie rund 158,5 Millionen Euro für neue Vorhaben bereit, auf gleicher Höhe mit der Robert Bosch Stiftung. Ein Jahr später hatte sie mit 207,2 Millionen Euro gar die höchsten Zweckausgaben aller deutschen Stiftungen privaten Rechts. Im Jahr 2022 vergab sie rund 332 Mio. Euro an Fördermitteln. 2023 konnte die Stiftung 611 Mio. Euro für die Förderung von Forschung und Lehre zur Verfügung stellen. Mit den Erlösen aus dem Stiftungsvermögen werden Projekte von Wissenschaftsorganisationen (Universitäten, Forschungseinrichtungen u. ä.) auf Antrag und nach wissenschaftlicher Begutachtung gefördert.

## Organisation
Auf Grundlage des Urteils von Gutachtern, zu denen die Stiftung angesehene Wissenschaftler beruft, werden beantragte Projekte vom Vorstand, seit der Satzungsreform der Stiftung am 7. März 2025 Georg Schütte (davor seit Januar 2020 Generalsekretär der Stiftung), und dem Kuratorium vergeben.
Das Kuratorium der Volkswagenstiftung besteht aus für je fünf Jahre berufenen 14 Mitgliedern; sie werden je zur Hälfte von der Bundesregierung und der Niedersächsischen Landesregierung berufen. Den Vorsitz führt ein Vertreter des Landes Niedersachsen.
Die Stiftung verfügt über rund 115 Mitarbeitende, die die Fördervorhaben (u. a. das Programm „Zirkularität mit recycelten und biogenen Rohstoffen“ oder das Programm „Change!- Fellowships and Research Groups“) bearbeiten, die wissenschaftliche Begutachtung sicherstellen und denen die Vermögensverwaltung des Stiftungskapitals obliegt.

## Vorstand
Mit der Satzungsreform vom 7. März 2025 hat Georg Schütte, vorher seit Januar 2020 Generalsekretär der Stiftung, die Rolle des Vorstands der Volkswagenstiftung übernommen.

## Bisherige Generalsekretäre
- 1962–1975: Gotthard Gambke
- 1975–1976: Rudolf Kerscher, Werner Seifart (kommissarische Leitung)
- 1976–1982: Walter Borst
- 1983–1995: Rolf Möller
- 1996–2019: Wilhelm Krull
- 2020–2025: Georg Schütte[11]

## Freigeist-Fellowships
Die Freigeist-Fellowships waren ein 2012 eingerichtetes und inzwischen beendetes Förderprogramm für Wissenschaftler aller Fachrichtungen mit dem Ziel, diesen in der Frühphase ihrer wissenschaftlichen Laufbahn Freiräume für unabhängige Forschung zu eröffnen. Sie waren thematisch offen gehalten und richteten sich insbesondere an die Nachwuchswissenschaftler, die sich zwischen etablierten Fachgebieten bewegen. Die Stiftung hat das Programm im Jahr 2021 beendet, um nach der Neuausrichtung ihrer Förderstrategie mit neuen Förderideen an den Start zu gehen.

## zukunft.niedersachsen
Nach § 8 Abs. 2 der Satzung setzt sich das Programm zukunft.niedersachsen (ehem. „Niedersächsisches Vorab“) aus drei Vermögensmassen zusammen: Es umfasst zum einen den Gegenwert der jährlichen Dividende auf nominal 77,3 Millionen Euro VW-Aktien, der der Stiftung aus der Beteiligung des Landes Niedersachsen an der Volkswagen Aktiengesellschaft zusteht, ferner den Ertrag aus der Anlage von 35,8 Millionen Euro aus einem Vertrag mit dem Land Niedersachsen von 1987 sowie zehn Prozent der übrigen zur Verfügung stehenden Fördermittel. Es wird auf Vorschlag des Landes Niedersachsen nach Beschluss durch das Kuratorium der Volkswagenstiftung niedersächsischen Wissenschaftsorganisationen zur Verfügung gestellt. Im Jahr 2020 betrug das Fördervolumen hier mehr als 157 Mio. Euro. Dank einer Sonderdividende aus dem Börsengang der Porsche AG stehen für die nächsten Jahre 576,3 Mio. Euro zusätzlich zur Verfügung. Im Sommer 2024 wurde mit 452,6 Millionen Euro eine Rekordsumme vergeben, davon fließen 188,7 Millionen Euro in neue Projekte, mit 263,9 Millionen Euro werden bereits bewilligte Projekte fortgeführt.

## Tochterfirma
Als Tochterfirma der Stiftung für die Verwaltung von Immobilien existiert die Immobilien-Verwaltungs- und Anlagegesellschaft Dr. A. Steiger KG (IVA), die auch in der Anlage des Stiftungsvermögens involviert ist.

## Förderpreis
Der Förderpreis Opus Primum wurde seit 2011 bis 2020 jährlich für die beste wissenschaftliche Nachwuchspublikation des Jahres verliehen.

## Publikationen
- VolkswagenStiftung: Wir stiften Wissen – Eine lernende Stiftung in Porträts, Bildband zum 50. Jubiläum der VolkswagenStiftung.[23]
- Rainer Nicolaysen: Der lange Weg zur Volkswagenstiftung, 2 Bände, Vandenhoeck & Ruprecht, Göttingen 2002; ISBN 3-525-86518-X.
- Michael Globig: Impulse geben – Wissen stiften: 40 Jahre Volkswagenstiftung, Vandenhoeck & Ruprecht, Göttingen 2002; ISBN 3-525-86519-8.